# 黄体

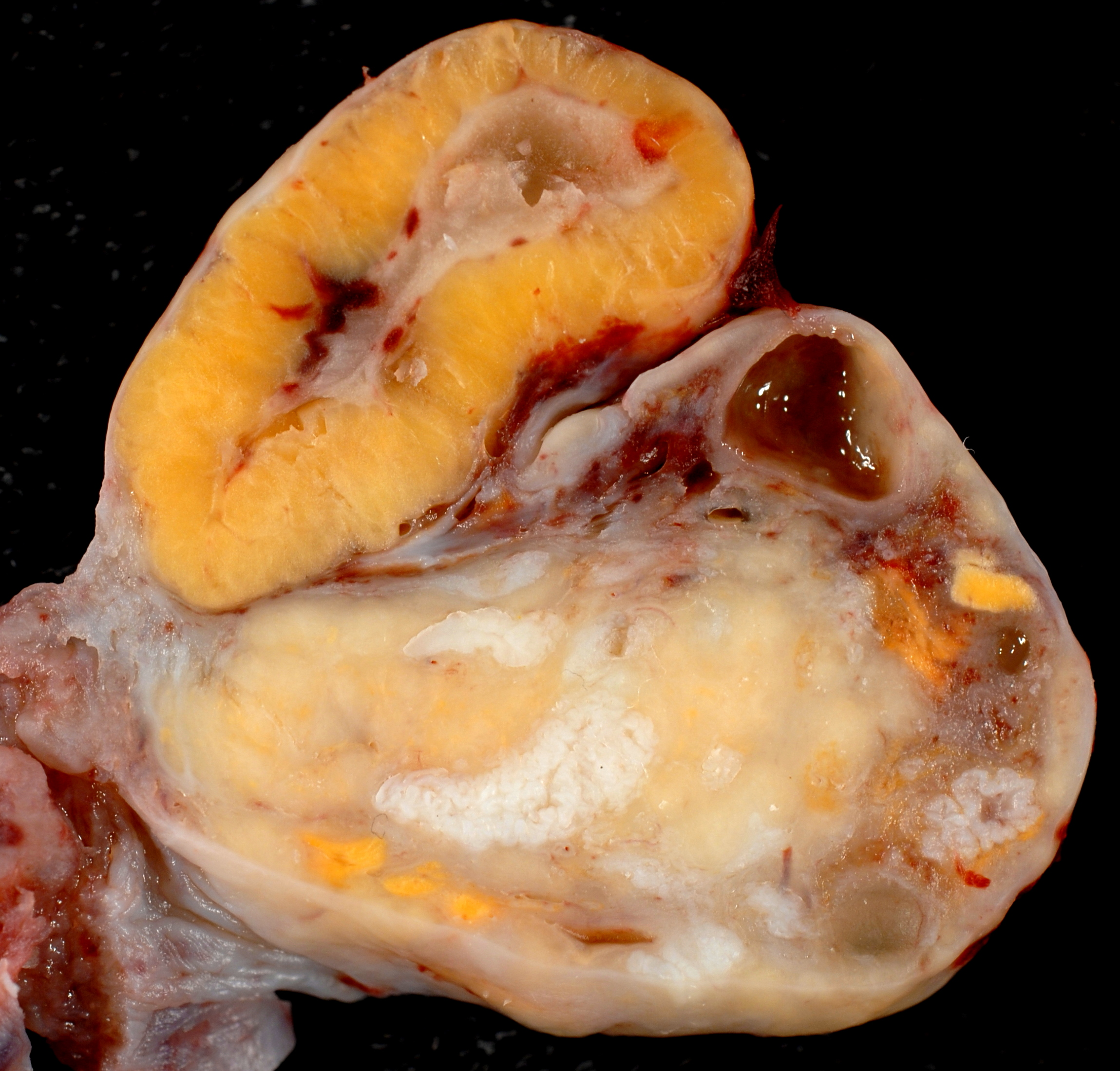
黄体

黄体（おうたい、ラテン語：corpus luteum）は、哺乳類の卵巣内で、排卵により成熟した卵子が放出された後（月経周期の黄体期）に発達する小さな一時的な内分泌構造である。
黄体は排卵後の卵胞が変化して形成され、ステロイドホルモンのエストロゲンとプロゲステロンを放出して、子宮内膜の肥厚と発達及び保持をさせる。卵子が受精していなければ、黄体はプロゲステロンの分泌を止め減衰する（ヒトでは約12日後）。その時それは繊維の瘢痕組織である白体（corpus albicans）へと縮退する。子宮内膜はプロゲステロンが無くなると剥がれ落ち、吸収（殆どの哺乳類）または排出（ヒトと大型類人猿）される。後者を月経と呼ぶ。
もし受精した場合、卵子はヒト絨毛性ゴナドトロピン（hCG）またはそれに類似したホルモンを多くの種で分泌する。このホルモンは黄体へプロゲステロン分泌を続けるよう信号を送り、それにより肥厚した子宮内膜が保持され、受精卵の発育できる血管に富んだ部分を供給する。この時点でエイコサノイドのプロスタグランジンを使うと黄体が退行し、胎児の中絶が引きおこされる。

## 構造
黄体は通常、卵巣の大きさに比べて非常に大きく、ヒトでは直径2cm未満から5cmの範囲である。
黄体の細胞は、卵胞を取り囲む卵胞細胞から発達する。卵胞の莢膜細胞は黄体化して小型の卵胞細胞（莢膜黄体細胞）となる一方、卵胞の顆粒膜細胞は黄体化して大型の卵胞細胞（顆粒膜黄体細胞）となる。黄体が成熟すると、大型の黄体細胞と小型の黄体細胞の両方でコレステロールからプロゲステロンが合成される。